# L’Itinéraire
l’Itinéraire (franz. etwa „der Weg“, „die (Marsch-)Route“) ist eine von Hugues Dufourt, Gérard Grisey, Tristan Murail und Michaël Levinas im Jahr 1973 gegründete lockere Komponisten-Gruppe (bis auf Dufourt sämtlich Schüler Olivier Messiaens). Sie steht für die Entwicklung einer Richtung der neueren französischen Musik, die als „Musique spectrale“ bekannt wurde, und sich auf die Möglichkeiten der kompositorischen Ausschöpfung des Obertonspektrums von Tönen konzentriert.

## Allgemeines
Die Itinéraire entwickelte mit ihren Arbeiten nicht nur eine neue musikalische Ästhetik, sondern auch eine neue Dimensionen des Musikschreibens und Klangforschung. Diese Ästhetik, die 1979 von Hugues Dufourt in einem Artikel als „Musique spectrale“ bezeichnet wurde – ein Begriff, der sich seitdem in der Musikgeschichte etabliert hat – beschreibt die Arbeit des Komponierens als direkt auf die innere Dimension der Klänge gerichtet. Das Komponieren geht demnach von einer allumfassenden Kontrolle durch das Obertonspektrum aus und besteht darin, aus dem Material Strukturen zu gewinnen, die aus dem Spektrum ableitbar sind. Neu ist diese Ästhetik insofern, als sie sich radikal von der seriellen Praxis unterscheidet. Sie negiert die Reduzierung eines Klanges zu einer bloßen Kombination von Parametern und die Suche nach einer „nouvelle simplicité“ (neuen Einfachheit), die aus der Sicht der Spektralisten einen neo-expressionistischen Rückschritt bedeuten würde.
In enger Verbindung mit der Komponistengruppe steht das 1973 gegründete Ensemble l’Itinéraire.

## Weitere Mitglieder
- Péter Eötvös
- Jonathan Harvey
- York Höller
- Emmanuel Nunes